# بونتون دوك (محطة مترو أنفاق لندن)
بونتون دوك (بالإنجليزية: Pontoon Dock) هي إحدى محطات مترو أنفاق لندن. تقع على خط قطار دوكلاندز الخفيف (فرع مطار لندن سيتي) افتتحت في المنطقة (Zone) رقم 3 في 02 ديسمبر 2005.